# Missulena bradleyi
Espèce
Missulena bradleyi ou « araignée-souris » est une espèce d'araignées mygalomorphes de la famille des Actinopodidae.

## Distribution
Cette espèce est endémique de Nouvelle-Galles du Sud en Australie. Elle a été découverte à Sydney.

## Étymologie
Cette espèce est nommée en l'honneur d'Henry Houghton Burton Bradley (1845-1918).

## Publication originale
- Rainbow, 1914 : Studies in the Australian Araneidae. No. 6. The Terretelariae. Records of the Australian Museum, vol. 10, p. 187-270 (texte intégral).